# Schwabentor (Schaffhausen)

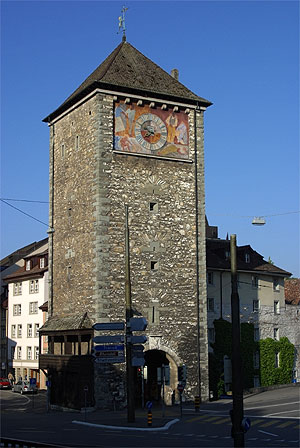
Der Schwabentorturm von Norden

Das Schwabentor in der Schaffhauser Altstadt wurde 1361 erstmals als «Neuturm» urkundlich erwähnt. Es bildete gegen Schwaben den Nordabschluss der mittelalterlichen Stadtbefestigung. Heute gelangt man durch das Schwabentor in die Vorstadt. Auf der westlichen Seite des Schwabentors ist ein Stück der alten Stadtmauer mit Wehrgang und dem «Finsterwaldturm» als Eckturm erhalten.

## Baugeschichte
Im Jahr 1555 wurde vor dem Turm ein Bollwerk, der sogenannte Zwinger, errichtet. 1607/1608 wurde das Bollwerk durch ein grösseres Vorwerk mit zwei Binnenhöfen und zwei Rundtürmen ersetzt. Die beiden Rundtürme wurden 1867 geschleift.

## Brand und Neugestaltung

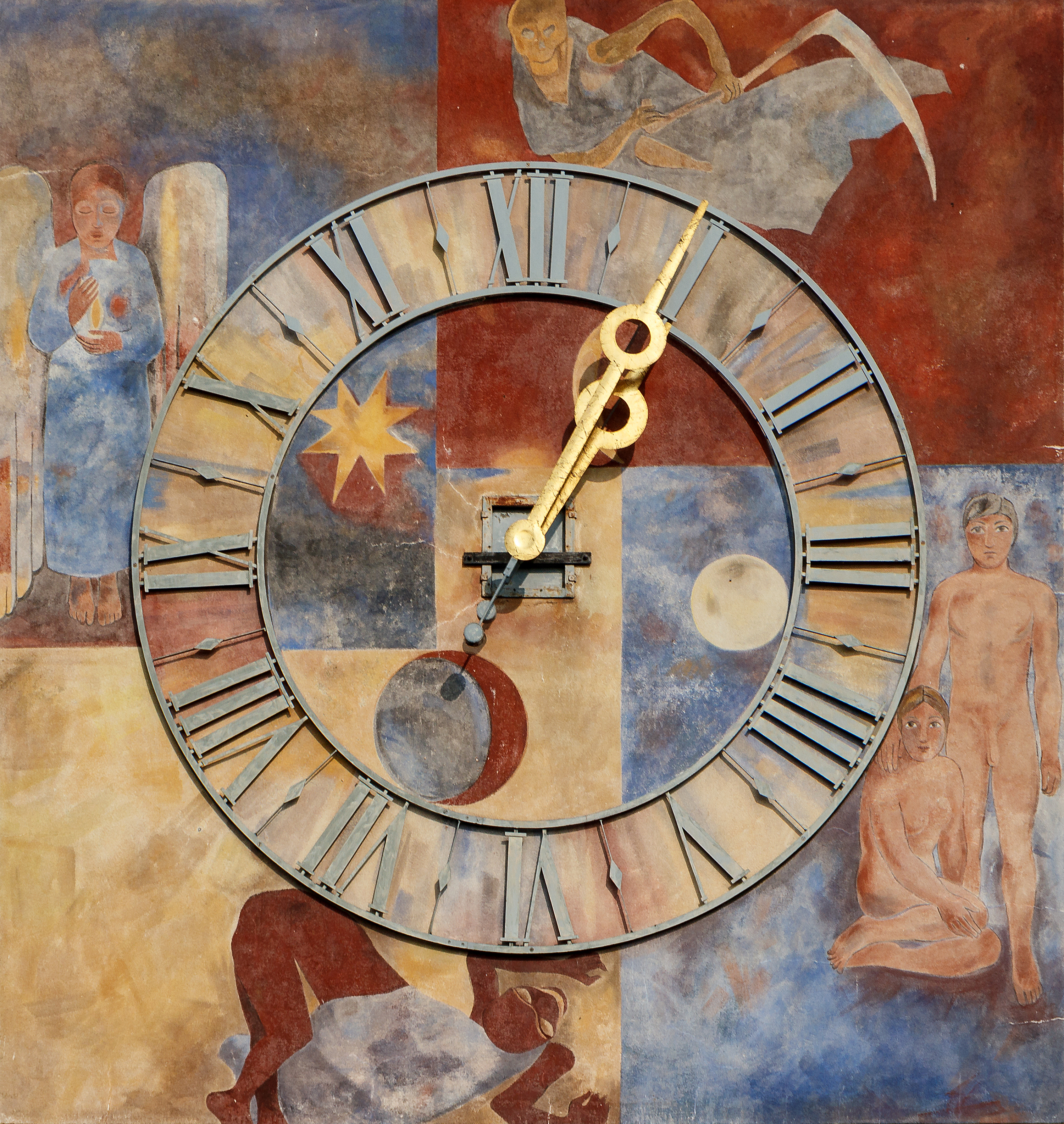
Kosmos von Carl Roesch

1932 wurden beim Brand des Schwabentors das Turminnere sowie das Mansarddach mit Glockentürmlein von 1782 vollständig zerstört. In den Jahren 1933–1935 gestaltete der Architekt Wolfgang Müller das Schwabentor neu. In den Uhrnischen brachte der Kunstmaler Carl Roesch Freskomalereien an. Die Malerei auf der Südseite heisst «Kosmos» (Mann und Frau im kosmischen Kreislauf zwischen Tod und Dämon, ein in Flammen hütender Engel beschützt das Paar). Die Malerei auf der Nordseite nennt sich «Kreislauf» (die vier Lebensalter in der Abfolge des unaufhaltsamen Laufes des Uhrzeigers). Der Turm wird seit dem Brand durch ein Zeltdach bedeckt. Auf der Spitze prangt als Windfahne ein Schaffhauser Bock, welcher von Richard Petraschke gestaltet wurde.

## «Lappi tue d’Augen uf»
Weit über Schaffhausen hinaus bekannt wurde der Spruch des Kunstmalers Arnold Oechslin, der seit 1935 am Schlussstein des nördlichen Torbogens prangt: Lappi tue d’Augen uf («Narr, mach die Augen auf!»). Der Spruch steht unter der Darstellung eines Bauern mit einem Ferkel unter dem Arm, der von Autos bedrängt wird. Der Entwurf wurde vom Schaffhauser Stadtrat aus vier Vorschlägen ausgewählt; es besteht kein geschichtlicher Zusammenhang zum Schwabentor. Oechslin wurde von einer russischen Inschrift aus der zweiten Hälfte des 19. Jahrhunderts am Eingangstor zur Villa Charlottenfels in Schaffhausen zu dem Spruch inspiriert; der Stadtrat begründete seinen Entscheid jedoch damit, dass vor dem Schwabentor eine wichtige Strassenkreuzung gebaut wurde. Ausserdem sei, in Anspielung auf das benachbarte Schulhaus, nicht die Schulweisheit die Hauptsache für den Menschen, sondern das Offenhalten der Augen.

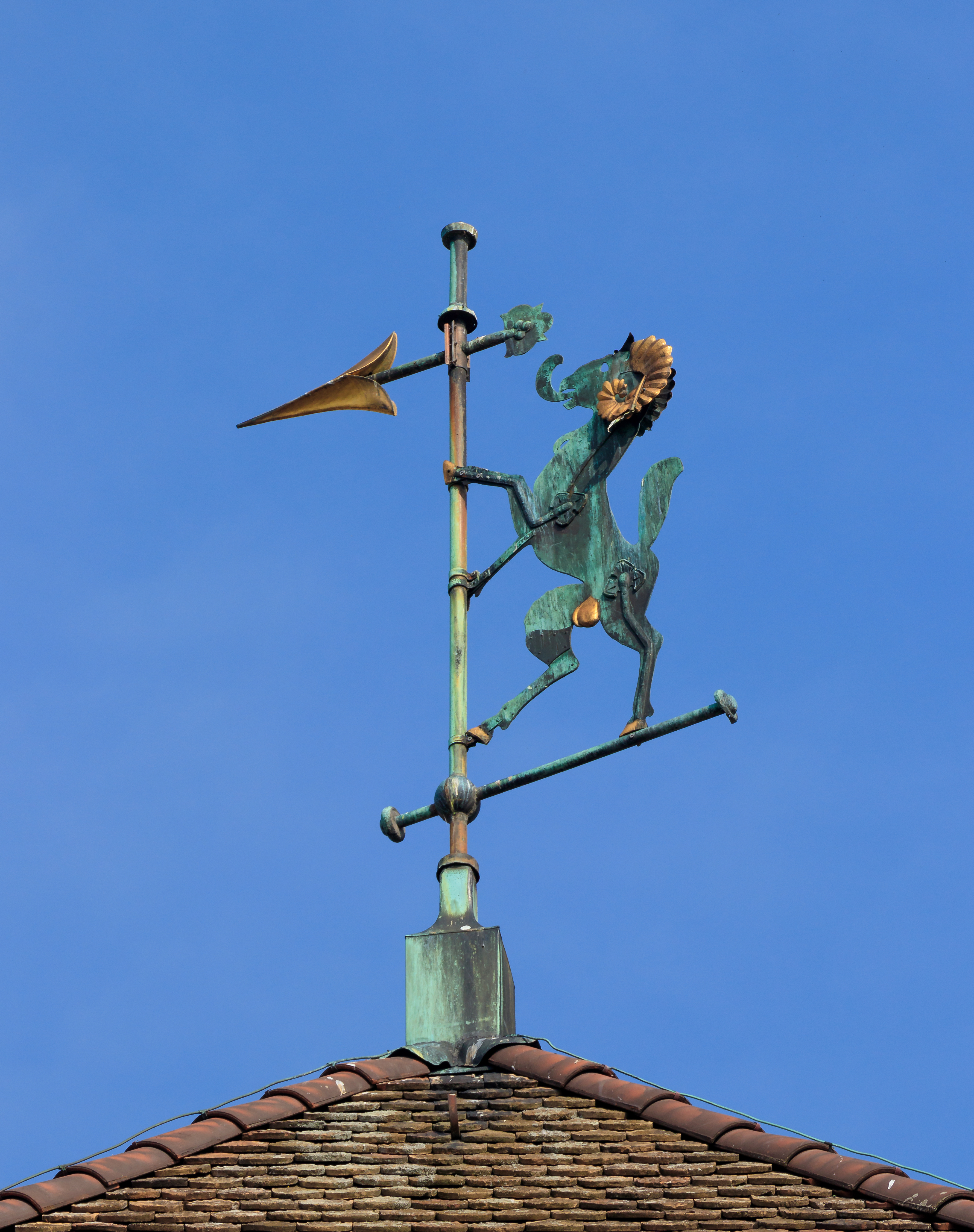
Der Widder, das Wappentier der Stadt Schaffhausen
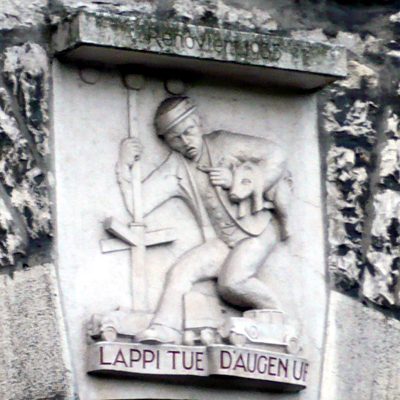
Relief am Schwabentor
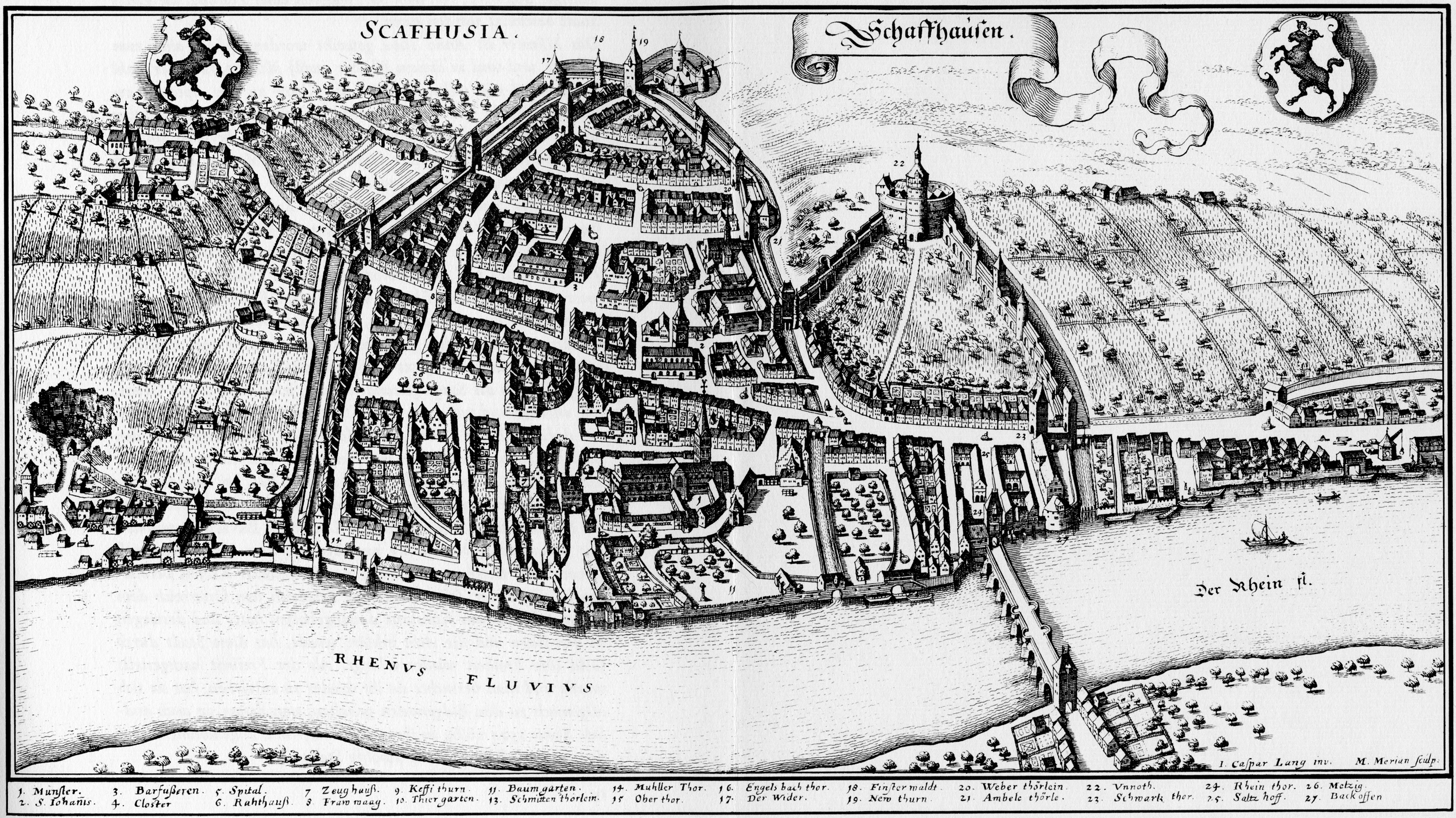
Merian von 1642: Schwabentor im Norden (19) mit Finsterwaldturm (18)
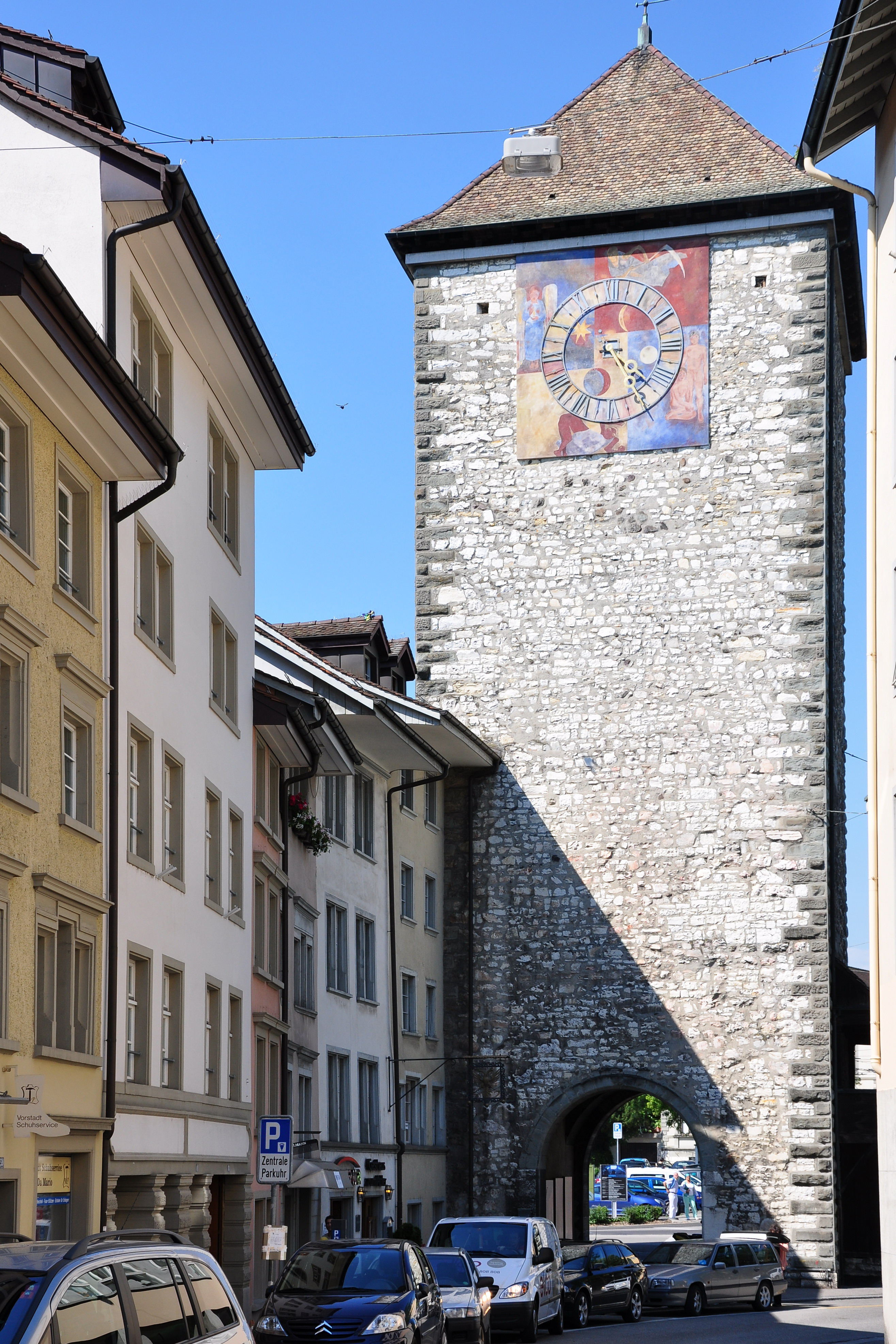
Vorstadt mit Schwabentor
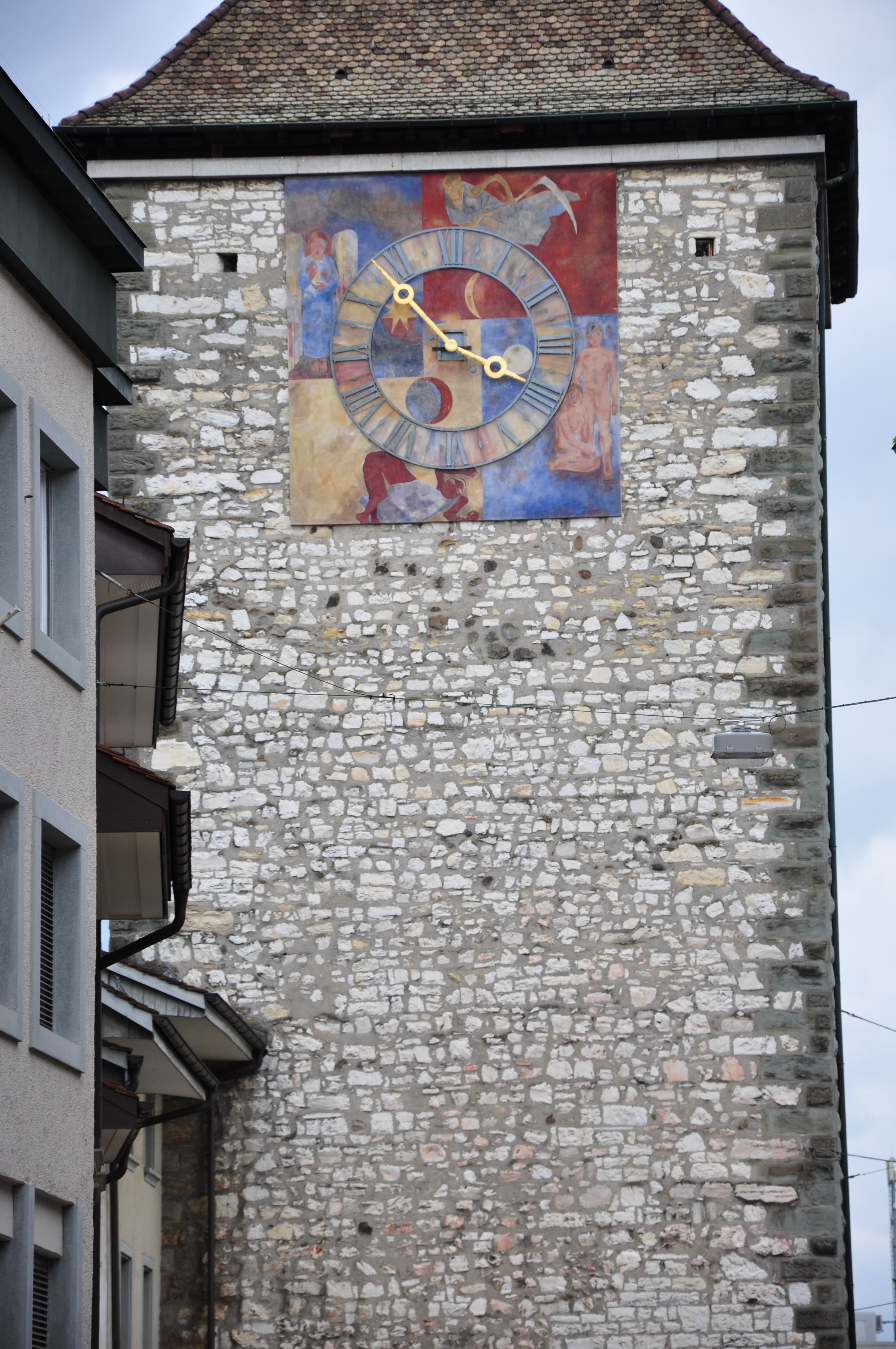
Freskomalereien von Carl Roesch